# Attilio Ariosti
Attilio Ariosti (né le 5 novembre 1666 à Bologne, mort en 1729 à Londres) est un compositeur italien de l'époque baroque.

## Biographie
Attilio Ariosti excellait dans l'écriture instrumentale, mais composait aussi des opéras et des oratorios. Après avoir étudié le violon, l'orgue et la composition, il entre en 1689 dans l'ordre des frères mineurs, et y devient diacre trois ans plus tard. C'est cette même année (1692) qu'il devient titulaire du poste d'organiste à l'église S. Maria dei Servi à Bologne. Il travaille par la suite à la cour de Mantoue. Son premier opéra est exécuté à Venise en 1697. Il est recruté ensuite par l'électrice Sophie-Charlotte à Berlin de 1697 à 1703. Il entre enfin au service de l'empereur Joseph Ier pour plusieurs années, il est notamment de 1703 à 1709 agent général autrichien pour l'Italie.
Après 1715 il obtient d'énormes succès à Paris et Londres. En 1719 il travaille avec Georg Friedrich Händel à des cantates pour la Royal Academy de Londres qu'il codirige environ de 1722 à 1727. La viole d'amour, dont il est virtuose, devient son instrument préféré. Éclipsé par l'arrivée de Händel à Londres, banni des terres autrichiennes et sécularisé, il termine sa vie comme professeur et interprète de viole et meurt dans la pauvreté à Londres en 1729.
Ariosti est l'auteur de plus de trente opéras et oratorios, de nombreuses cantates et pièces instrumentales.

## Œuvres
- Opéras

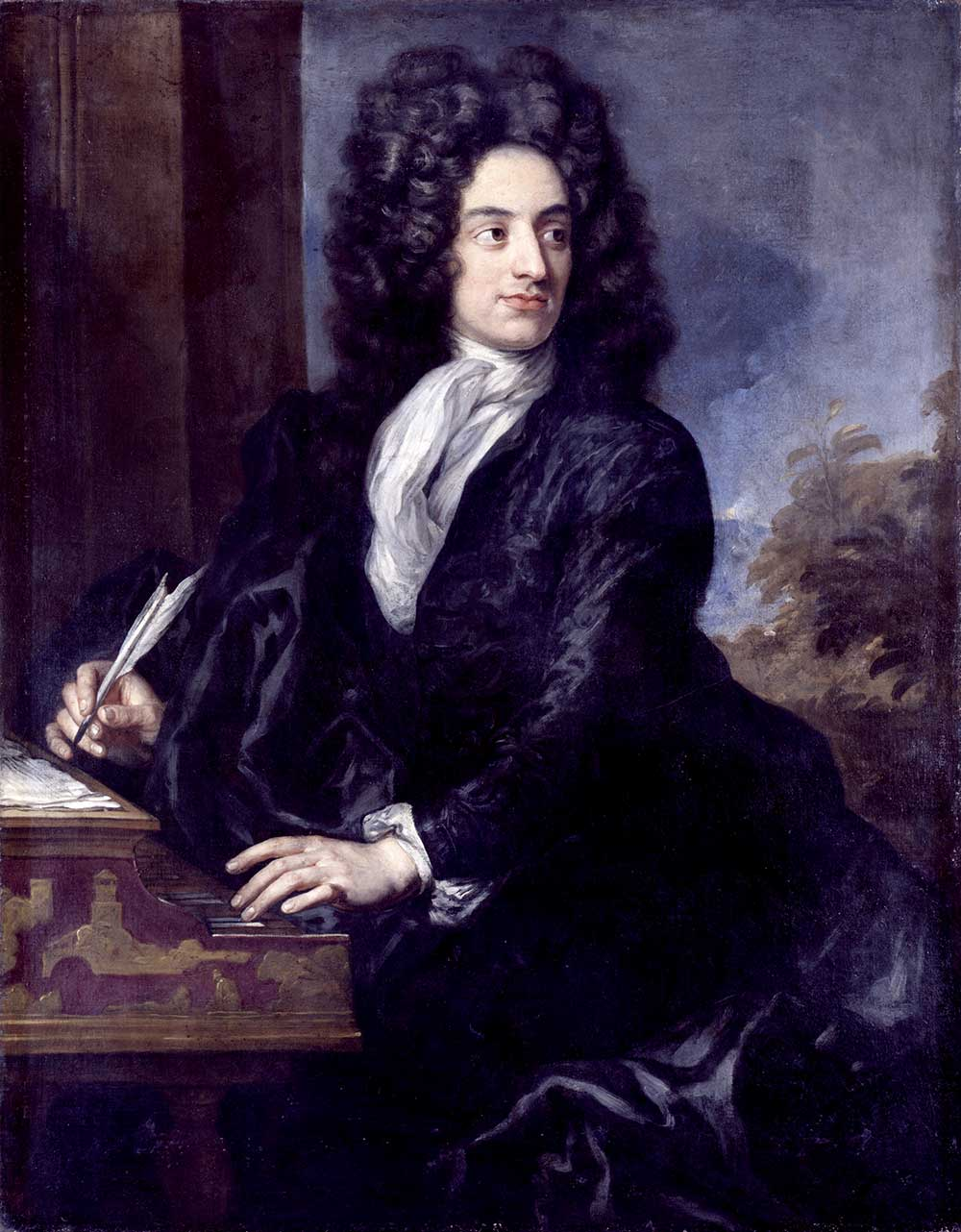
Attilio Ariosti, portrait par Anthoni Schoonjans

  - Tirsi, en collaboration avec Antonio Lotti et Antonio Caldara, livret d'Apostolo Zeno (Venise 1696)
  - Erfile, livret de Giambattista Neri (Venise 1697)
  - Atys o L'inganno vinto dalla costanza, drame pastoral, livret d'Ortensio Mauro  (Berlin 1700)
  - La fede ne' tradimenti, livret de Gerolamo Gigli (Berlin 1701)
  - Le Fantome Amoureux, un acte, livret d'Ortensio Mauro (Berlin 1701)
  - La più gloriosa fatica di Ercole, livret de Pietro Antonio Bernardoni (Vienne 1703)
  - Mars und Irene, Singspiel, livret de Christian Reuter (Berlin 1703)
  - Il bene dal male (Vienne 1704)
  - I gloriosi presagi di Scipione Africano, livret de Donato Cupeda (Vienne 1704)
  - Marte placato, livret de Pietro Antonio Bernardoni (Vienne 1704)
  - Il Danubio consolato, livret de Pietro Antonio Bernardoni (Vienne 1707)
  - La gara delle antiche eroine ne' Campi Elisi, livret de Silvio Stampiglia (Wien 1707)
  - Amor tra nemici, livret de Pietro Antonio Bernardoni (Berlin 1708, aussi Almahide Londres 1710)
  - La Placidia, livret de Pietro Antonio Bernardoni (Vienne 1709)
  - Tito Manlio, Livret probablement de Nicola Francesco Haym (Londres 1717)
  - Caio Marzio Coriolano, livret de Nicola Francesco Haym d'après Pietro Pariati (Londres 1723)
  - Il Vespasiano, livret de Nicola Francesco Haym d'après Giulio Cesare Corradi (Londres 1724)
  - Aquilio consolo - attribué à Ariosti par Friedrich Chrysander  (Londres 1724)
  - Artaserse, livret de Nicola Francesco Haym d'après Apostolo Zeno et Pietro Pariati (Londres 1724)
  - Dario, Livret d'après Francesco Silvani (Londres 1725)
  - Lucio Vero, imperator di Roma, livret d'après Apostolo Zeno (Londres 1727)
  - Teuzzone, livret d'après Apostolo Zeno (Londres 1727)

## Partitions et MP3
- Recueil de pièces 15 Sonates pour la viole d'amour et b.c.
- Quelques extraits des 15 sonates
- « Attilio Ariosti » (partitions libres de droits), sur l'IMSLP